# سرجيوس الثالث
أو سركيوس الثالث

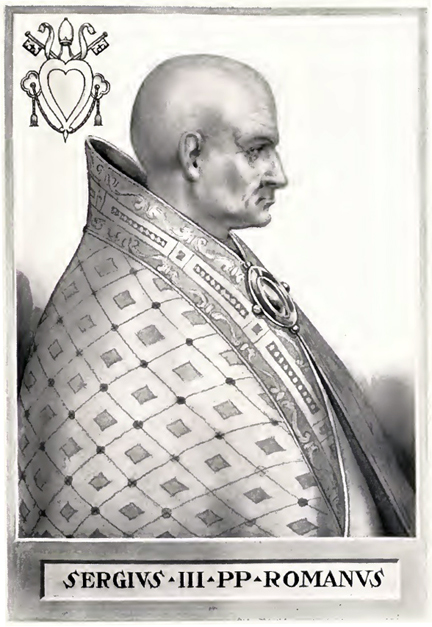
سرجيوس الثالث بابا الكاثوليك (904-911)

بابا الكنيسة الكاثوليكية سرجيوس الثالث (860 - أبريل 911) وكان البابا من 29 يناير 904 حتى وفاته في 911. ولقد حكم خلال فترة العنف الإقطاعي والفوضى في وسط إيطاليا، عندما كانت الفصائل المتحاربة الأرستقراطية تسعى إلى استخدام الموارد والجيش وسلطة البابوية. سرجيوس الثالث كان قد أمر بقتل سلفيه، ليو الخامس وكريستوفر، وكان البابا الوحيد الذي نسب ابنه غير الشرعي إليه رسميا، والذي أصبح فيما بعد بابا (يوحنا الحادي عشر) وهذا الولد من علاقته المحرمة بماروزيا عشيقته التسكونية، فوصفت حبريته بأنها «كئيبة ومشينة»، و «كفوءة وقاسية».